# 南覽河

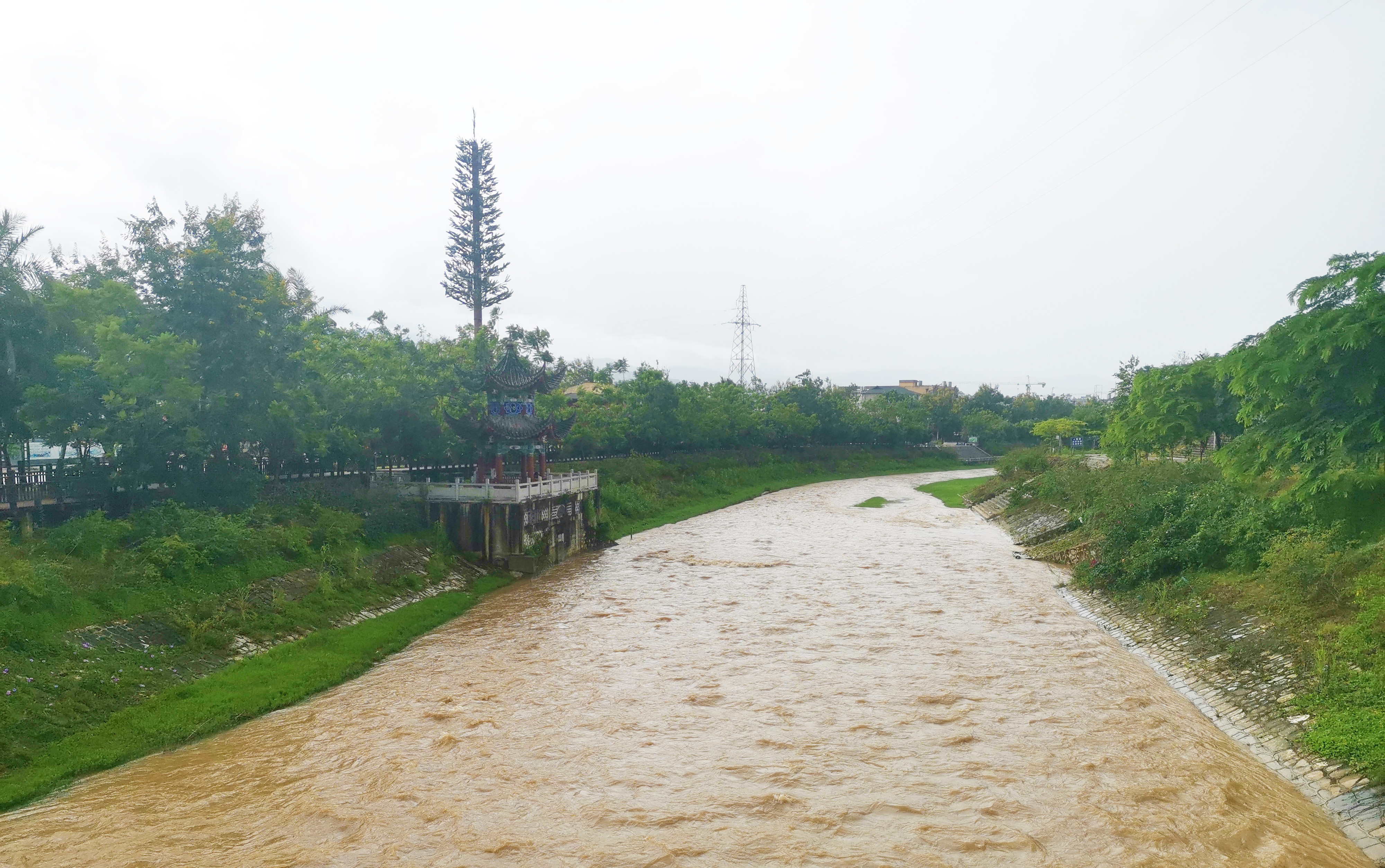
澜沧拉祜族自治县县城西北部澜沧街西门附近的南览河（南朗河）。

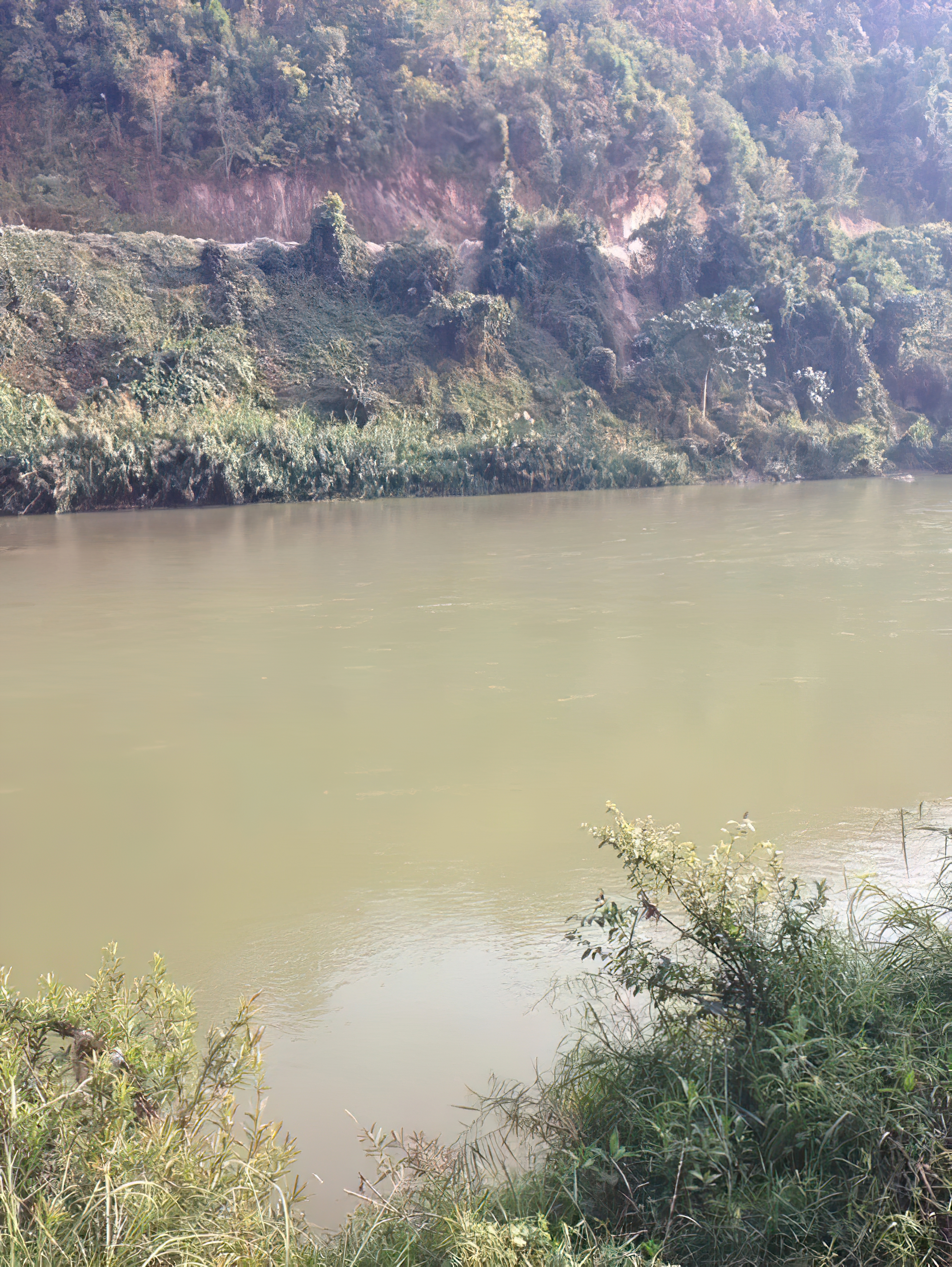
西双版纳勐景来景区作为中缅边境界河的打洛河（打洛江）

南览河又作南朗河，发源于中国云南省普洱市澜沧县竹塘乡西部甘河头，源地海拔1857.9米，河源段地处岩溶区，在中国境内地跨普洱市澜沧县与西双版纳州勐海县，西邻南垒河，北邻黑江，东邻流沙河。在澜沧县境内称南朗河，向南流经澜沧县拉巴乡、竹塘乡、东朗哈尼族乡、勐朗镇、东回乡、酒井哈尼族乡、糯福乡、 惠民哈尼族乡 8 个乡镇，沿途左纳南丙河，右纳南里河，再向南左纳南往河后结束上游流程并成为澜沧县与勐海县的界河（两县界河长29公里）。进入西双版纳勐海县后开始下游流程，左纳南满河，于勐海县西定哈尼族布朗族乡为中国与缅甸的界河称南览河。再蜿蜒南下，过打洛镇（在此地又称打洛江或打洛河）、在布朗山乡境内左纳南桔河后，流入缅甸境内（中缅两国南览河界河长134.6公里），在缅甸掸邦东部第四特区汇入湄公河一级支流南垒河，在孟雷汇入澜沧江下游湄公河 。
中国境内河长227.5千米，流域面积4002.8平方千米，多年平均年径流量22.84亿立方米，水力资源理论蕴藏量47.2万千瓦，技术可开发量6.33万千瓦。